# Meet the Orphans: At the Zone
Meet the Orphans: At the Zone es un mixtape que fue lanzado digitalmente el 11 de junio de 2010. Contiene canciones de los integrantes del sello Orfanato Music Group como Don Omar, Kendo Kaponi y Syko “El Terror”, con colaboraciones de colegas como Baby Rasta & Gringo, Cosculluela, Yaga & Mackie, entre otros.
La publicación incluye canciones anunciadas en primera instancia para el álbum Meet the Orphans, como «Ángeles y demonios», «El duro», «La batidora 2» y «Good Looking».

## Lista de canciones
| N.º      | Título                                   | Intérprete(s)                                                           | Duración |  |
| 1.       | «Intro (Los Duros)»                      | Don Omar con Kendo Kaponi y Syko                                        | 2:32     |  |
| 2.       | «Ella se contradice (Remix)»             | Don Omar con Baby Rasta & Gringo, Kendo Kaponi, Syko y Chencho Corleone | 5:05     |  |
| 3.       | «Chumbera (Remix)»                       | Syko con J-King & Maximan, Chyno Nyno, Guelo Star                       | 3:51     |  |
| 4.       | «Sólo un minuto»                         | Kendo Kaponi                                                            | 0:47     |  |
| 5.       | «Si no chicho, me convierto en Hulk»     | Kendo Kaponi                                                            | 2:42     |  |
| 6.       | «Sigo en la mía»                         | Syko con Cosculluela y Tony Tone                                        | 2:53     |  |
| 7.       | «La Batidora 2»                          | Don Omar con Yaga & Mackie                                              | 2:59     |  |
| 8.       | «Más melodía»                            | Syko                                                                    | 2:20     |  |
| 9.       | «Sin miedo a morir»                      | Kendo Kaponi con Wibal & Alex                                           | 4:30     |  |
| 10.      | «Good Looking»                           | Don Omar                                                                | 3:59     |  |
| 11.      | «Si o si»                                | Kendo Kaponi con Juno The Hitmaker                                      | 2:51     |  |
| 12.      | «Ángeles y demonios»                     | Syko con Zion & Lennox                                                  | 2:27     |  |
| 13.      | «Tú no tienes ni un peso (Remix)»        | Don Omar con Kendo Kaponi                                               | 3:50     |  |
| 14.      | «Brinca cuica»                           | Syko                                                                    | 2:21     |  |
| 15.      | «Hooka»                                  | Don Omar con Plan B                                                     | 3:16     |  |
| 16.      | «Bienvenidos a mi mundo»                 | Syko con Nova & Jory, Cosculluela                                       | 3:05     |  |
| 17.      | «Si soy yo»                              | Syko                                                                    | 2:06     |  |
| 18.      | «La calle es calle, la música es música» | Kendo Kaponi con Baby Rasta & Gringo, Chyno Nyno                        | 3:41     |  |
| 19.      | «La fama»                                | Syko                                                                    | 2:52     |  |
| 20.      | «Prueba de sonido»                       | Don Omar con Kendo Kaponi                                               | 5:19     |  |
| 21.      | «Plop, Plop»                             | Kendo Kaponi con Pacho & Cirilo                                         | 5:05     |  |
| 22.      | «El duro (Remix)»                        | Don Omar con Daddy Yankee, Kendo Kaponi y Baby Rasta                    | 3:51     |  |
| 23.      | «El Dembow del Lemisol»                  | A&X con Lemisol                                                         | 3:12     |  |
| 24.      | «Te iré a buscar (Mambo)»                | Don Omar con Farruko y Sujeto de Oro 24-K                               | 3:02     |  |
| 25.      | «Outro»                                  | DJ Lobo                                                                 | 0:32     |  |
| 01:19:19 |                                          |                                                                         |          |  |